# Форт-Ганкок (Техас)
Форт-Ганкок (англ. Fort Hancock) — переписна місцевість (CDP) в США, в окрузі Гадспет штату Техас. Населення — 1052 особи (2020).

## Географія
Форт-Ганкок розташований за координатами 31°17′21″ пн. ш. 105°50′42″ зх. д. / 31.28917° пн. ш. 105.84500° зх. д. (31.289246, -105.845009).  За даними Бюро перепису населення США в 2010 році переписна місцевість мала площу 49,74 км², з яких 49,07 км² — суходіл та 0,66 км² — водойми.

## Демографія
Згідно з переписом 2010 року, у переписній місцевості мешкало 1750 осіб у 526 домогосподарствах у складі 438 родин. Густота населення становила 35 осіб/км².  Було 618 помешкань (12/км²).
Расовий склад населення:
| - 74,2 % — білих - 0,7 % — корінних американців - 0,3 % — чорних або афроамериканців - 0,3 % — азіатів - 22,7 % — осіб інших рас |

До двох чи більше рас належало 1,7 %. Частка іспаномовних становила 95,4 % від усіх жителів.
За віковим діапазоном населення розподілялося таким чином: 36,1 % — особи молодші 18 років, 53,3 % — особи у віці 18—64 років, 10,6 % — особи у віці 65 років та старші. Медіана віку мешканця становила 28,9 року. На 100 осіб жіночої статі у переписній місцевості припадало 90,8 чоловіків;  на 100 жінок у віці від 18 років та старших — 89,5 чоловіків також старших 18 років.
Середній дохід на одне домашнє господарство  становив 36 137 доларів США (медіана — 22 313), а середній дохід на одну сім'ю — 40 210 доларів (медіана — 28 191). Медіана доходів становила 28 214 долари для чоловіків та 19 476 доларів для жінок. За межею бідності перебувало 41,3 % осіб, у тому числі 64,5 % дітей у віці до 18 років та 36,0 % осіб у віці 65 років та старших.
Цивільне працевлаштоване населення становило 565 осіб. Основні галузі зайнятості: освіта, охорона здоров'я та соціальна допомога — 20,7 %, сільське господарство, лісництво, риболовля — 14,0 %, публічна адміністрація — 13,5 %.